# كلايد فيليبس
كلايد فيليبس (بالإنجليزية: Clyde Phillips)‏ هو كاتب سيناريو أمريكي، ولد في 3 أكتوبر 1958.

## وصلات خارجية
- كلايد فيليبس على موقع IMDb (الإنجليزية)
- كلايد فيليبس على موقع ألو سيني (الفرنسية)
- كلايد فيليبس على موقع أول موفي (الإنجليزية)
- كلايد فيليبس على موقع قاعدة بيانات الفيلم (الإنجليزية)
- كلايد فيليبس على موقع كينوبويسك (الروسية)